# 芒斯河畔罗西耶尔
芒斯河畔罗西耶尔（法語：Rosières-sur-Mance，法語發音：[ʁozjɛʁ syʁ mɑ̃s]）是法国上索恩省的一个市镇，属于沃苏勒区。

## 地理
芒斯河畔罗西耶尔（47°50'12"N, 5°47'46"E）面积5.22 平方千米，位于法国勃艮第-弗朗什-孔泰大區上索恩省，该省份为法国东部内陆省份，北起顺时针与孚日省、贝尔福地区省、杜省、汝拉省、科多尔省和上马恩省接壤。
与芒斯河畔罗西耶尔接壤的市镇（或旧市镇、城区）包括：瓦塞、巴尔日、桑班、圣马塞尔、芒斯河畔韦尔努瓦、芒斯河畔维特雷。

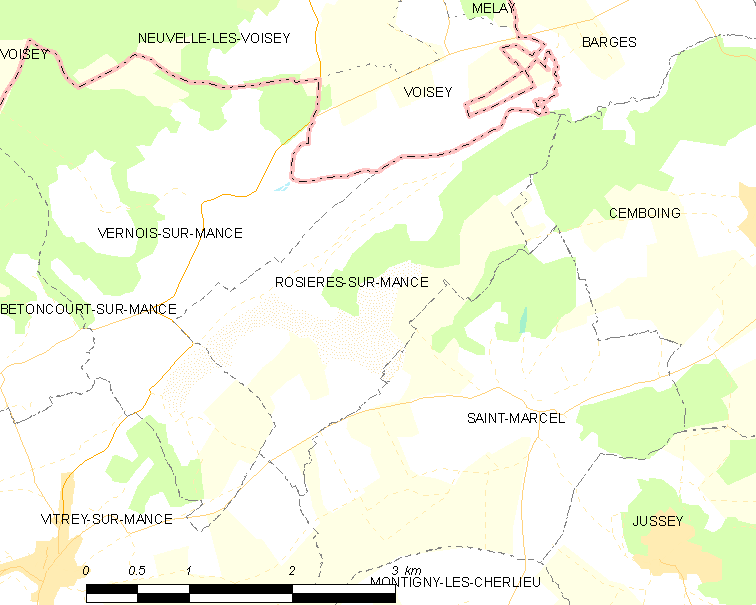
芒斯河畔罗西耶尔的OSM定位图

芒斯河畔罗西耶尔的时区为UTC+01:00、UTC+02:00（夏令时）。

## 行政
芒斯河畔罗西耶尔的邮政编码为70500，INSEE市镇编码为70454。

## 政治
芒斯河畔罗西耶尔所属的省级选区为瑞塞县。

## 人口

1962-2008年间芒斯河畔罗西耶尔人口变化图示

芒斯河畔罗西耶尔于2022年1月1日时的人口数量为54人。